# 콜로라투라

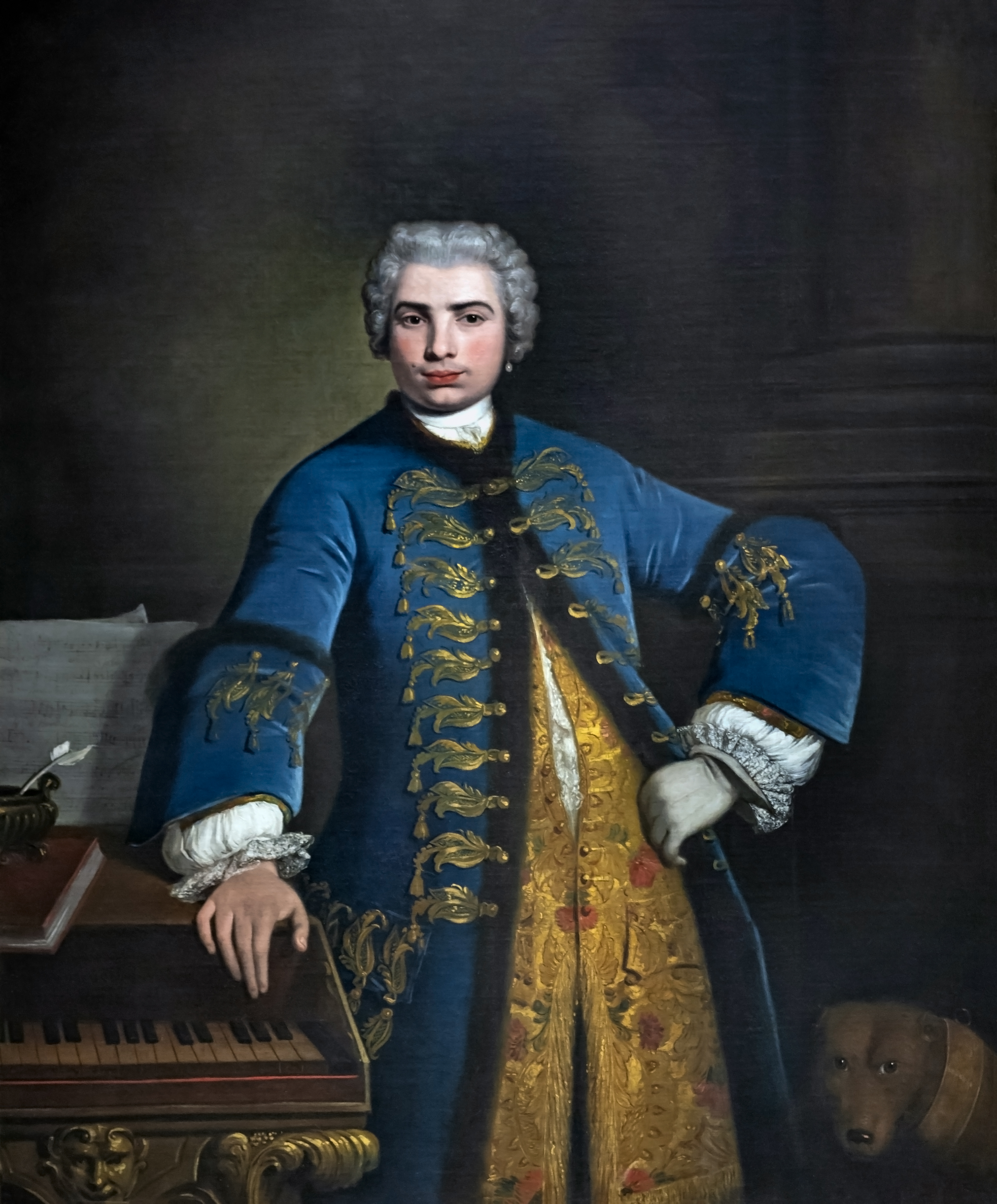
바로크 콜로라투라 역할로 유명한 소프라노 카스트라토 파리넬리 (바르톨로메오 나자리, 1734년)

콜로라투라(이탈리아어: coloratura)는 화려한 선율로, 빠른 음계 진행, 트릴, 넓은 음정 도약 또는 이와 유사한 기교적인 요소를 포함하거나, 그러한 음악의 한 구절을 일컫는다. 이러한 음악이 두드러지게 나타나는 오페라 역할과 그 역할을 맡는 가수들 또한 콜로라투라라고 불린다. 기악에서의 콜로라투라에 해당하는 것은 꾸밈음이다.
콜로라투라는 특히 성악에서 많이 나타나며, 18세기와 19세기 오페라 노래에서 두드러진다. '콜로라투라'라는 단어는 이탈리아어로 '채색'(彩色)이라는 뜻이며, '색칠하다'라는 뜻을 가진 라틴어 'colorare'에서 유래했다.

## 역사
'콜로라투라'라는 용어는 미하엘 프레토리우스의 《신타그마 무지쿰》(1618년), 세바스티앙 드 브로사르의 《음악 사전》(1703년), 요한 고트프리트 발터의 《음악 사전》(1732년)과 같은 초기 몇몇 비이탈리아 음악 사전에서 처음 정의되었다. 이 초기 문헌들에서 "이 용어는 간략하게 다루어졌으며, 항상 이탈리아의 용법을 참조하여 설명되었다".
크리스토프 베른하르트(1628년~1692년)는 '콜로라투라'를 다음 두 가지 방식으로 정의했다.
- 카덴차: "정확히 박자에 얽매이지 않고, 종종 두세 마디 이상 확장되는 선율 진행으로, 주요 종지에서만 사용해야 한다" (《노래 예술, 또는 마니에라에 대하여》, 약 1649년)
- 디미누션: "하나의 긴 음표 대신 여러 개의 짧은 음표들이 순차 진행이나 도약 진행을 통해 다음 음으로 빠르게 이어지면서 음정이 변형되는 것" (《작곡론》, 약 1657년)

이 용어는 줄리오 카치니의 《새로운 음악》(1601/2년), 피에르 프란체스코 토시의 《고대와 현대 가수들의 견해》(1723년), 지오반니 바티스타 만치니의 《성악에 대한 실제적 사고와 성찰》(1774년), 마누엘 가르시아의 《인간의 목소리에 대한 회고록》(1841년), 《완전한 노래 예술론》(1840~47년)과 같은 가장 유명한 이탈리아 성악 관련 문헌들에서는 전혀 사용되지 않았다. 또한 꾸밈음이 필수적이었던 시기의 이탈리아 노래에 대해 상세히 기술한 영국 저자 찰스 버니(1726년~1814년)와 헨리 포더길 초얼리(1808년~1872년)도 이 용어를 사용하지 않았다.

## 현대적 용법
'콜로라투라'라는 용어는 주로 고전 시대(18세기 후반)와 낭만 시대(19세기, 특히 벨칸토)의 성악에서 나타나는 정교하고 화려한 꾸밈음이나 장식 기법을 가리킨다. 그러나 15, 16, 17세기의 초기 음악과 특히 1750년경까지의 바로크 음악에도 성악가와 기악 연주자 모두에게 콜로라투라 기법이 요구되는 상당한 양의 음악이 포함되어 있다. 따라서 현대 음악학적 의미에서 이 용어는 음악사의 모든 시대에 걸쳐 성악과 기악 모두에서 나타나는 화려한 음악을 지칭하는 데 사용된다. 예를 들어, 독일에서는 '콜로라투라'(독일어: Koloratur)라는 용어가 "색채주의자들"(독일어: Koloristen)이라고 불리는 독일 오르간 작곡가 그룹이 작곡한 16세기 건반 음악에서 사용된 정형화되고 공식적인 꾸밈음을 지칭하는 데 적용되었다.
라틴어 'colorare'(색칠하다)에서 유래했음에도 불구하고, 이 용어는 목소리를 "채색하는" 관행, 즉 표현적 목적으로 목소리의 음질이나 음색을 변경하는 것(예를 들어, 1830년대 질베르 뒤프레가 사용한 '보아 숑브레' 기법)을 의미하지는 않는다.

### 음역
이 용어는 특정 음역의 목소리를 설명하는 데 국한되지 않는다. 모든 여성과 남성 음역의 성악가들이 콜로라투라 기법의 숙달을 이룰 수 있다. 다양한 음악 장르에서 모든 음역의 콜로라투라 부분이 존재한다.
그럼에도 불구하고, '콜로라투라'라는 용어는 추가적인 설명 없이 사용될 때 일반적으로 소프라노 디 콜로라투라(soprano di coloratura)를 의미한다. 콜로라투라 소프라노 역할은 모차르트의 《마술피리》에 나오는 밤의 여왕이 가장 유명한 예로, 높은 음역대와 함께 정교한 장식음과 꾸밈음을 쉽게 구사할 수 있는 능력이 요구되며, 여기에는 빠른 음계 진행, 스타카토, 트릴 등이 포함된다. 콜로라투라 소프라노는 높은 4옥타브 도(C6) 이상의 음을 낼 수 있는 성악 능력을 가지고 있으며, 2옥타브 라(A4)에서 3옥타브 라(A5) 또는 그 이상의 음역대(테시투라)를 가진다[2옥타브 솔(G4)~3옥타브 솔(G5) 또는 그 이하의 음역대를 가진 낮은 소프라노와는 달리].
|  |

리처드 밀러는 두 가지 유형의 소프라노 콜로라투라 음성(콜로라투라와 드라마틱 콜로라투라)과 메조소프라노 콜로라투라 음성을 언급했다. 그는 콜로라투라 콘트랄토를 직접적으로 언급하지는 않았지만, 콘트랄토 음성에 콜로라투라 기법이 요구되는 특정 작품들을 언급했다.
다양한 음역대의 콜로라투라 음악 예시는 다음과 같다.
- 모차르트의 〈알렐루야〉(《환호하라, 기뻐하라》에서)는 적절히 훈련된 콘트랄토, 메조소프라노 또는 소프라노가 편곡하여 부를 수 있다. 이 곡은 원래 소프라노 카스트라토를 위해 작곡되었다.
- 헨델의 《메시아》 중 아리아 〈모든 골짝이 높아지리라〉는 테너를 위한 콜로라투라 곡의 예이다.
- 모차르트의 《후궁으로부터의 도주》에 등장하는 오스민은 베이스를 위한 콜로라투라 역할이다.
- 〈두 바람에 흔들리며〉(Agitata da due venti)는 안토니오 비발디의 오페라 《그리젤다》에 나오는 콜로라투라 소프라노 아리아이다.
- 〈걱정 속에 태어나 - 더 이상 슬프지 않아〉(Naqui All'Affanno - Non Piu Mesta)는 로시니의 오페라 《라 체네렌톨라》에 나오는 콜로라투라 콘트랄토를 위한 론도이다.

## 같이 보기
- 벨칸토

## 참고문헌
- Apel, Willi, ed. (1969). Harvard Dictionary of Music, second edition. Cambridge, Massachusetts: The Belknap Press of Harvard University Press. ISBN 978-0-674-37501-7.
- Miller, Richard (2000). Training soprano voices. New York: Oxford University Press. ISBN 978-0-19-513018-8.
- Randel, Don Michael, ed.; Apel, Willi, ed. (1986). New Harvard Dictionary of Music. Cambridge, Massachusetts: The Belknap Press of Harvard University Press. ISBN 978-0-674-61525-0.
- Sadie, Stanley, ed. (1992). The New Grove Dictionary of Opera (four volumes). London: Macmillan. ISBN 978-1-56159-228-9.